# Малойсане Рамасімонг
Пітер Малойсане Рамасімонг (англ. Peter Ramasimong Maloisane; нар. 10 травня 1990) — південноафриканський футболіст, півзахисник.

## Життєпис
На молодіжному рівні виступав за «Блумфонтейн Селтік».
У 2016 році приєднався до «Банту», у складі якого став найкращим гравцем Прем'єр-ліги Лесото сезону 2017/18 років. У 2018 році залишив «Банту» та приєднався до «Блумфонтейн Селтік», з яким підписав 2-річний контракт.
У вересні 2020 року приєднався до «Чиппи Юнайтед».